# Log Jammer
Log Jammer was een boomstamattractie in Six Flags Magic Mountain. In oktober 2011 is de attractie gesloten, en vervolgens afgebroken.

## Algemene Informatie
Log Jammer had 2 optakelingen en drie afdalingen. Dit was mogelijk omdat Log Jammer op een heuvel staat.

## Beschadiging
Op 5 april 2006 werd de Log Jammer licht beschadigd. Dit kwam doordat een vorkheftruck op een van de keerpunten was ingereden. En hiermee een aantal elektriciteitsdraden beschadigde. Na een paar dagen was de attractie weer klaar voor gebruik.